# ملاقات ابوت و کاستلو با مرد نامرئی
ملاقات ابوت و کاستلو با مرد نامرئی (انگلیسی: Abbott and Costello Meet the Invisible Man) فیلمی به کارگردانی چارلز لمانت محصول سال ۱۹۵۱ کشور ایالات متحده آمریکا است.